# Chrysocelis butleri
Chrysocelis butleri är en svampart som först beskrevs av Dietel, Syd. & P. Syd., och fick sitt nu gällande namn av G.F. Laundon 1963. Chrysocelis butleri ingår i släktet Chrysocelis och familjen Mikronegeriaceae.   Inga underarter finns listade i Catalogue of Life.